# Waldsee (Pfalz)
Waldsee ist eine Ortsgemeinde im Rhein-Pfalz-Kreis in Rheinland-Pfalz. Sie ist Verwaltungssitz der Verbandsgemeinde Rheinauen und ist gemäß Landesplanung als Grundzentrum ausgewiesen.

## Geographie
Waldsee liegt in der nördlichen Oberrheinebene. Der Ort liegt an der Rheinhochuferkante, die die Rheinniederung von der westlich gelegenen Flachlandzone trennt. An diese Flachlandzone schließt sich im Westen eine um einige Meter höher gelegene Sand- bzw. Dünenzone an.
Nachbarorte von Waldsee sind Neuhofen im Norden, Altrip im Nordosten, das zu Baden-Württemberg gehörende Brühl auf der anderen Rheinseite im Osten, wieder diesseits des Rheins Otterstadt und Speyer im Süden, sowie Schifferstadt im Westen.
Im Osten reicht das Gemeindegebiet bis zum Otterstädter Altrhein. In ihn münden der Großmahrgraben und dessen rechter Teilungsarm Lachgraben.

## Geschichte

### Chronik
Waldsee wurde wahrscheinlich bereits im 6./7. Jahrhundert von den Franken gegründet und erstmals 1229 im Zusammenhang mit einem gewissen Ritter Widegowe als „Walahesheim“ erwähnt. Dieser Ritter wurde bereits 1203 urkundlich erwähnt.
Waldsee gehörte als Ort im Speyergau zum Bistum Speyer, dessen Gerichtsbarkeit 974 durch Kaiser Otto II. an die Bischöfe von Speyer übertragen wurde. Im nordöstlichen Gemeindegebiet befand sich im Mittelalter die Burg Affolterloch. Von 1065 bis zur französischen Besetzung 1797 war Waldsee dem fürstbischöflichen Hochstift Speyer unterstellt und gehörte dort zeitweise zum Amt Deidesheim.
Von 1798 bis 1814, als die Pfalz Teil der Französischen Republik (bis 1804) und anschließend Teil des Napoleonischen Kaiserreichs war, war Waldsee in den Kanton Speyer im Departement Donnersberg eingegliedert und besaß eine eigene Mairie. 1815 wurde er Österreich zugeschlagen. Bereits ein Jahr später wechselte Hanhofen wie die gesamte Region in das Königreich Bayern und dessen Rheinkreis, der späteren Pfalz. Von 1818 bis 1862 gehörte die Gemeinde dem Landkommissariat Speyer an; aus diesem ging das Bezirksamt Speyer hervor.
In der Zeit des Nationalsozialismus trafen sich Angehörige der Widerstandsgruppe Speyerer Kameradschaft in der Waldseer Gaststätte „Zur Pfalz“  mit „Ostarbeiterinnen“ und Polen aus der Region, um auch politische Informationen weiterzugeben. Kopf der Waldseer Gruppe war der polnische Zwangsarbeiter Stanislaus Peplinski, er wurde am 19. März 1945 im Zuchthaus Brandenburg hingerichtet.
Ab 1939 war der Ort Bestandteil des Landkreises Speyer. Nach dem Zweiten Weltkrieg wurde Dudenhofen innerhalb der französischen Besatzungszone Teil des damals neu gebildeten Landes Rheinland-Pfalz. Im Zuge der ersten rheinland-pfälzischen Verwaltungsreform wechselte der Ort in den Landkreis Ludwigshafen am Rhein, der seit 2004 Rhein-Pfalz-Kreis heißt.
1972 wurde sie Sitz der gleichnamigen Verbandsgemeinde, der ebenso die Nachbargemeinde Otterstadt angehörte. Seit 2014 ist Waldsee Bestandteil der Verbandsgemeinde Rheinauen, die ebenso Altrip, Neuhofen und Otterstadt umfasst.

### Ortsname
Die heutige Form des Ortsnamens entstand im 19. Jahrhundert aus dem vorher üblichen Namen „Waltzheim“ durch die in der umgangssprachlichen Bezeichnung auftretende Abschwächung der Endung „-heim“ zu „-em“ bzw. „-e“.
Der „Uzname“ (Spitzname) für die Einwohner Waldsees ist „Hämmel“. Er geht auf ein Missgeschick eines Schäfers im 19. Jahrhundert zurück. Dieser führte eine Schafherde über einen zugefrorenen See; das Eis hielt jedoch nicht und ein Großteil der Herde versank. Eilig kam der Metzger aus Waldsee zur Notschlachtung der Tiere an den Weiher. In Windeseile sprach sich im Dorf die Kunde über günstiges Lammfleisch herum. Als dieses die Einwohner des Nachbardorfes erfuhren, eilten auch sie mit Behältern aller Art zum Schlachtort; aber es gab kein Schaffleisch mehr. Aus Ärger bezeichneten sie die Waldseer als „Hämmel“. Auf dem Schwanenplatz in der Ortsmitte erzählt die Brunnengestaltung von dieser Begebenheit.

## Bevölkerung

### Einwohnerstatistik
Das mittelalterliche Dorfzentrum war auf der rheinabgewandten Westseite, die nicht durch die Hochuferkante geschützt war, von einem Graben umgeben, der noch auf einem um 1770 entstandenen Ortsplan sichtbar ist. Um 1600 umfasste der Ort 32 Gehöfte, was einer Bevölkerung von 120 bis 130 Einwohnern entspricht, 1798 waren es 665 Einwohner. Bis 1820 erfolgte keine Vergrößerung der bebauten Fläche, lediglich der Graben wurde zwischenzeitlich eingeebnet. Ab etwa 1830 setzte ein rasches Wachstum der Bevölkerung des Dorfes ein, was mit einer Ausdehnung in der Fläche einherging. Die Ausdehnung erfolgte wegen der Überschwemmungsgefahr in der Rheinniederung fast ausschließlich in westlicher Richtung. Hatte der Ort 1802 noch 528 Einwohner, waren es 1911 2290 und 1960 4138 Einwohner.

### Konfessionsstatistik
Im Jahre 2007 waren 55,5 % der Einwohner katholisch und 22 % evangelisch. Die übrige 24,5 % gehörten einer anderen Glaubensgemeinschaft an oder waren konfessionslos. Die Zahl der Katholiken und Protestanten ist seitdem gesunken. Ende November 2024 waren von den Einwohnern 35,9 % katholisch und 18,0 % evangelisch. 46,1 % waren konfessionslos oder gehörten einer anderen Glaubensgemeinschaft an.

### Sonstiges
Seit 2016 ist Waldsee katholischerseits Sitz der Pfarrei Heiliger Christophorus Waldsee, zu der zusätzlich die katholische Kirche Mariä Himmelfahrt in Otterstadt gehört.
Die vor Ort lebenden Juden, einschließlich derjenigen der Nachbarorte wurden bis zur Anlage des Jüdischen Friedhofs Neuhofen im Gemeindegebiet bestattet.

## Politik
Bei Bundestagswahlen gehört Waldsee zum Wahlkreis Neustadt – Speyer und bei Landtagswahlen zum Wahlkreis Mutterstadt.

### Gemeinderat

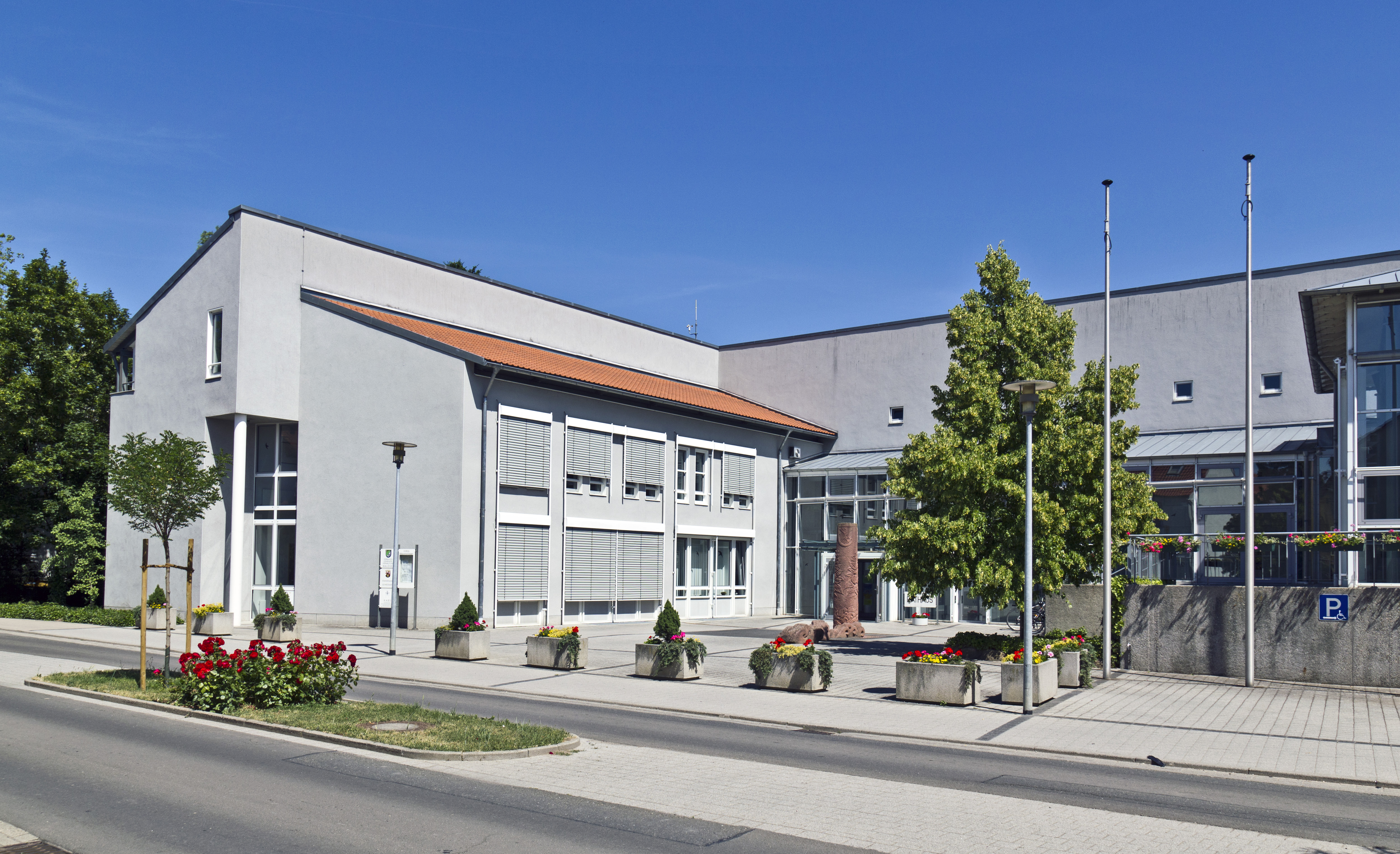
Rathaus

Der Gemeinderat in Waldsee besteht aus 22 Ratsmitgliedern, die bei der Kommunalwahl am 9. Juni 2024 in einer personalisierten Verhältniswahl gewählt wurden, und der ehrenamtlichen Ortsbürgermeisterin als Vorsitzender.
Die Sitzverteilung im Gemeinderat:
| Wahl | SPD | CDU | FDP | FWG | gkL | Gesamt   |
| ---- | --- | --- | --- | --- | --- | -------- |
| 2024 | 6   | 10  | 0   | 4   | 2   | 22 Sitze |
| 2019 | 6   | 9   | 1   | 3   | 3   | 22 Sitze |
| 2014 | 5   | 12  | 1   | 2   | 2   | 22 Sitze |
| 2009 | 5   | 11  | 2   | 2   | 2   | 22 Sitze |
| 2004 | 4   | 12  | 1   | 3   | 2   | 22 Sitze |

- FWG = Freie Wählergruppe Waldsee e. V.
- gkL = grüne kommunale Liste Waldsee-Otterstadt e. V.

### Bürgermeister
Claudia Klein (CDU) wurde 2019 Ortsbürgermeisterin von Waldsee. Bei der Direktwahl am 9. Juni 2024 wurde sie mit einem Stimmenanteil von 81,1 % für weitere fünf Jahre wiedergewählt.
Kleins Vorgänger Otto Reiland (CDU) hatte das Amt von 1999 bis 2019 ausgeübt.

### Wappen
| Wappen von Waldsee | Blasonierung: „In Grün zwei gekreuzte goldene Ackerreuten mit silbernen Eisen, oben bewinkelt von einem schwebenden silbernen griechischen Kreuz.“ |
| Wappen von Waldsee | Wappenbegründung: Es wurde 1927 vom Bayerischen Staatsministerium des Innern genehmigt und geht zurück auf ein Gerichtssiegel aus dem Jahr 1521.   |

### Partnergemeinde
Waldsee pflegt seit 1974 zu Ruffec im Département Charente in Frankreich partnerschaftliche Beziehungen.

## Kultur und Sehenswürdigkeiten

### Kulturdenkmäler

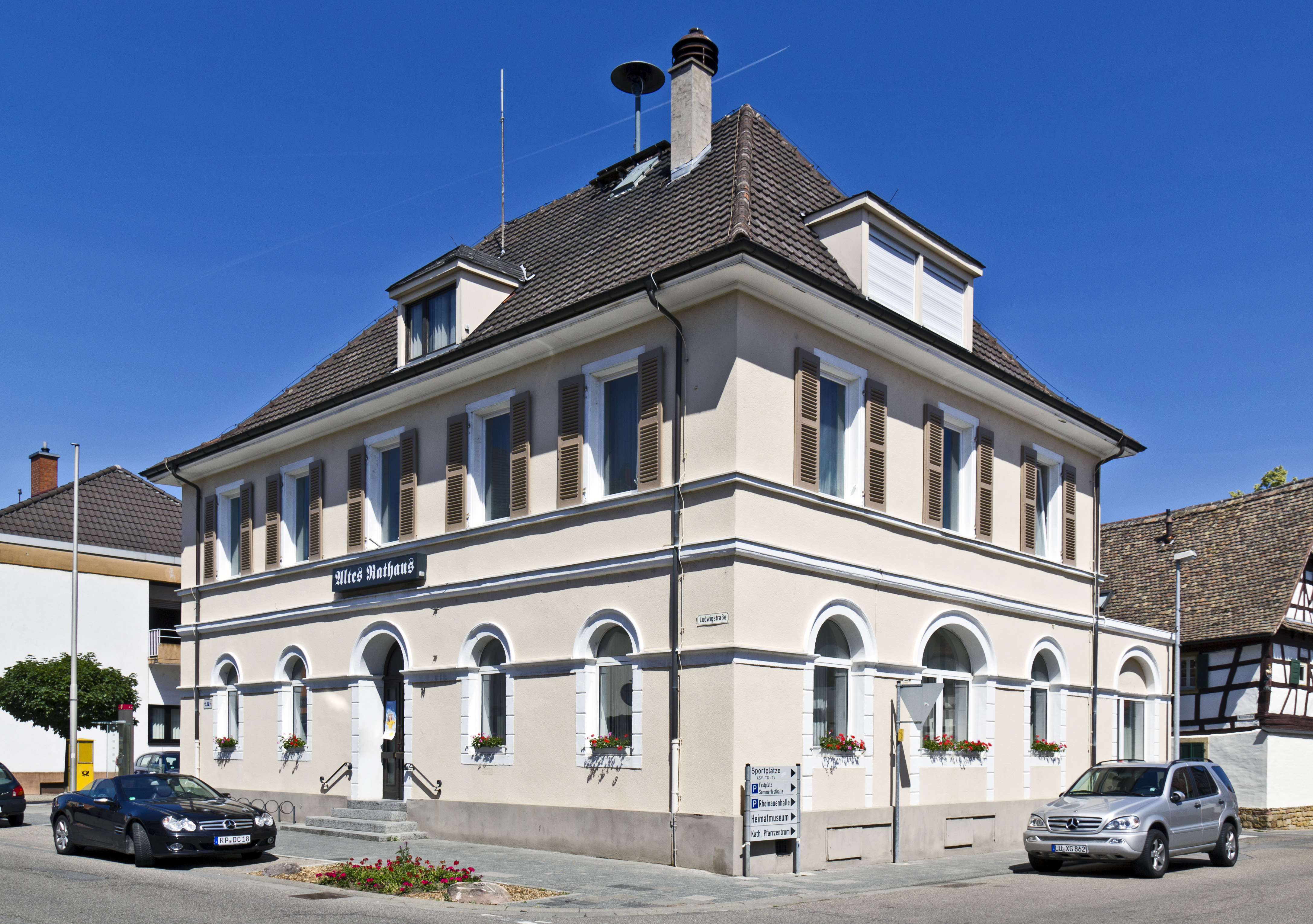
Altes Rathaus
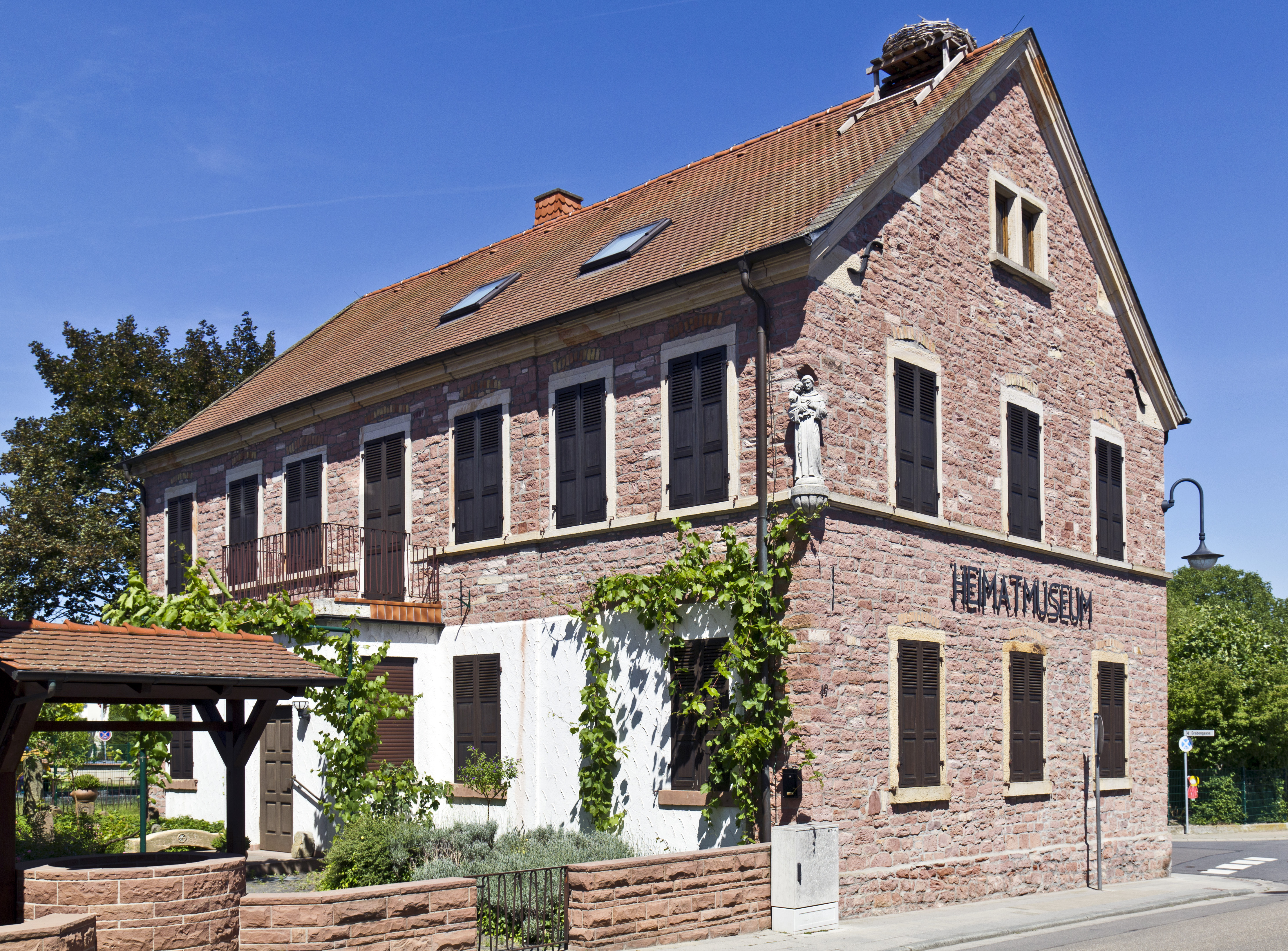
Heimatmuseum
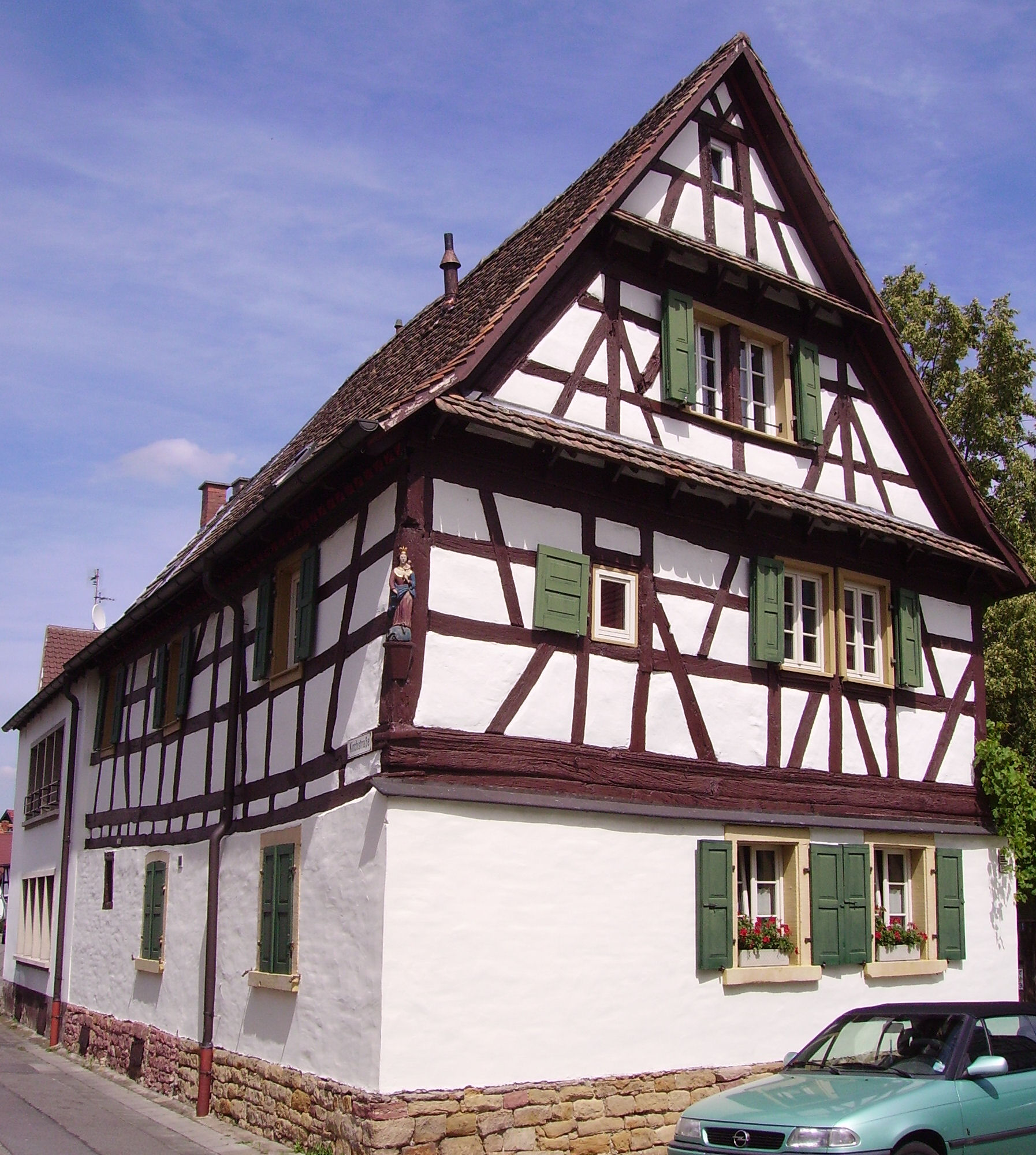
Fachwerkhaus (Altriper Str. 1)
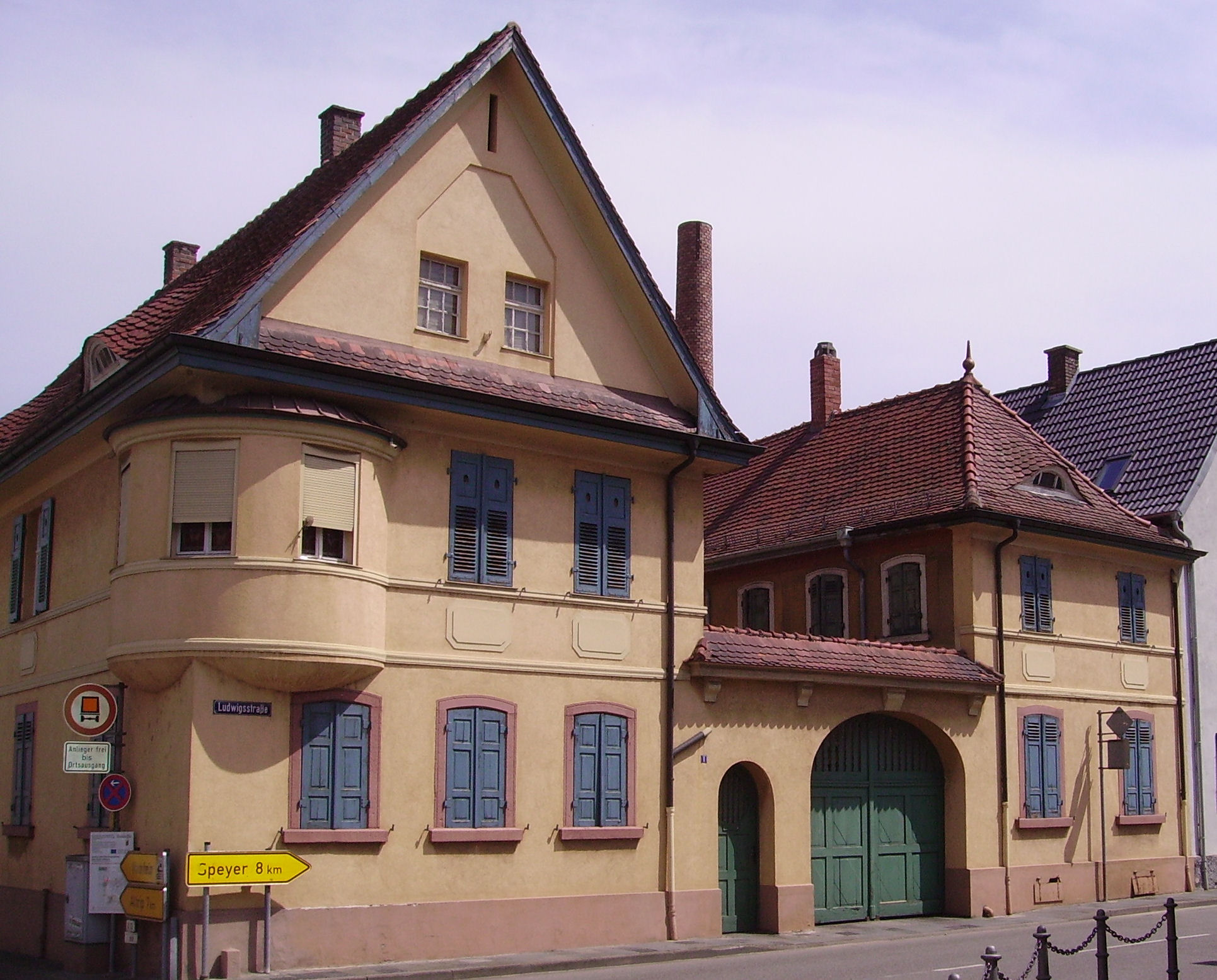
Ehemaliges Fabrikgebäude
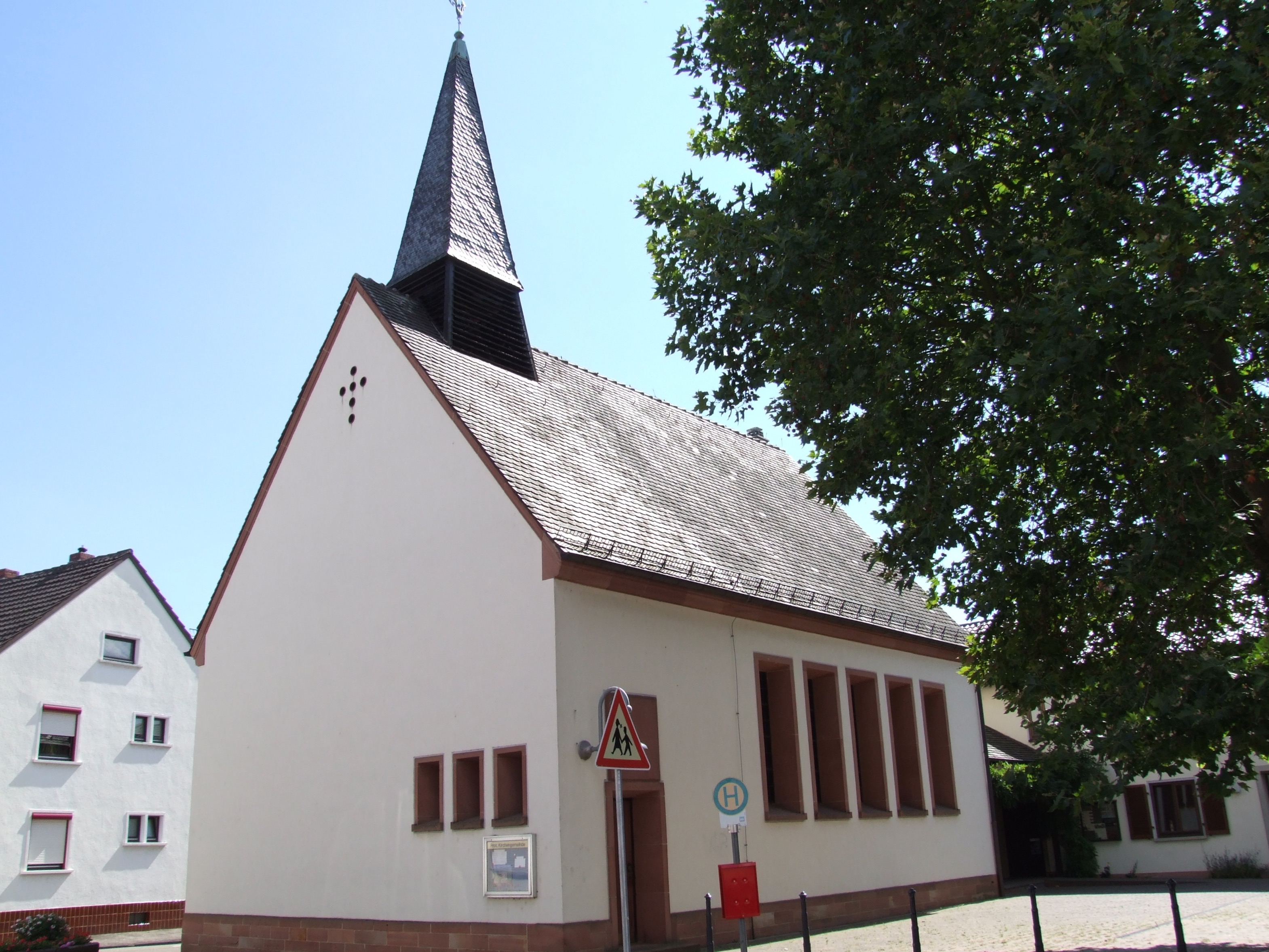
Protestantische Kirche
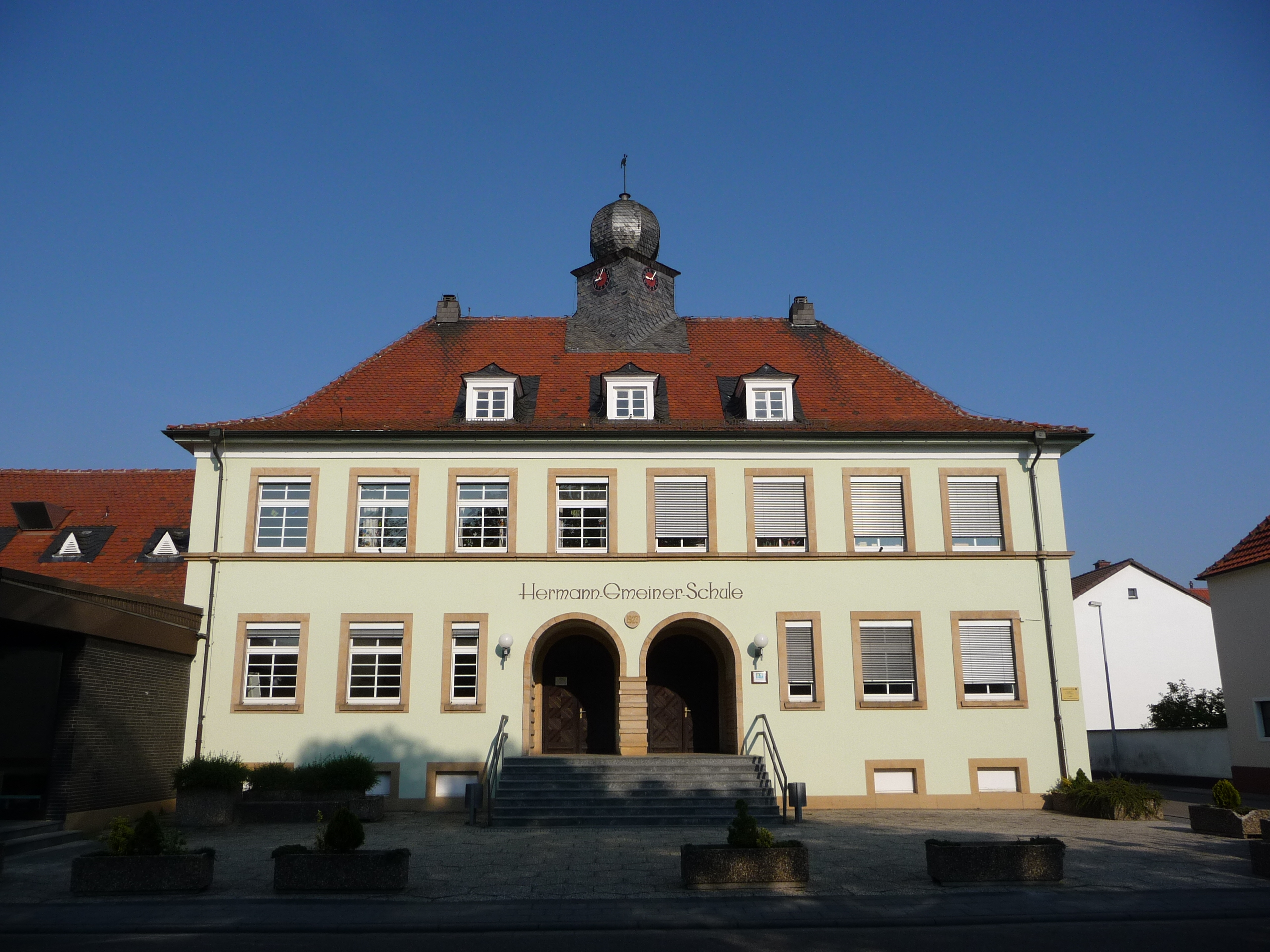
Hermann-Gmeiner-Schule
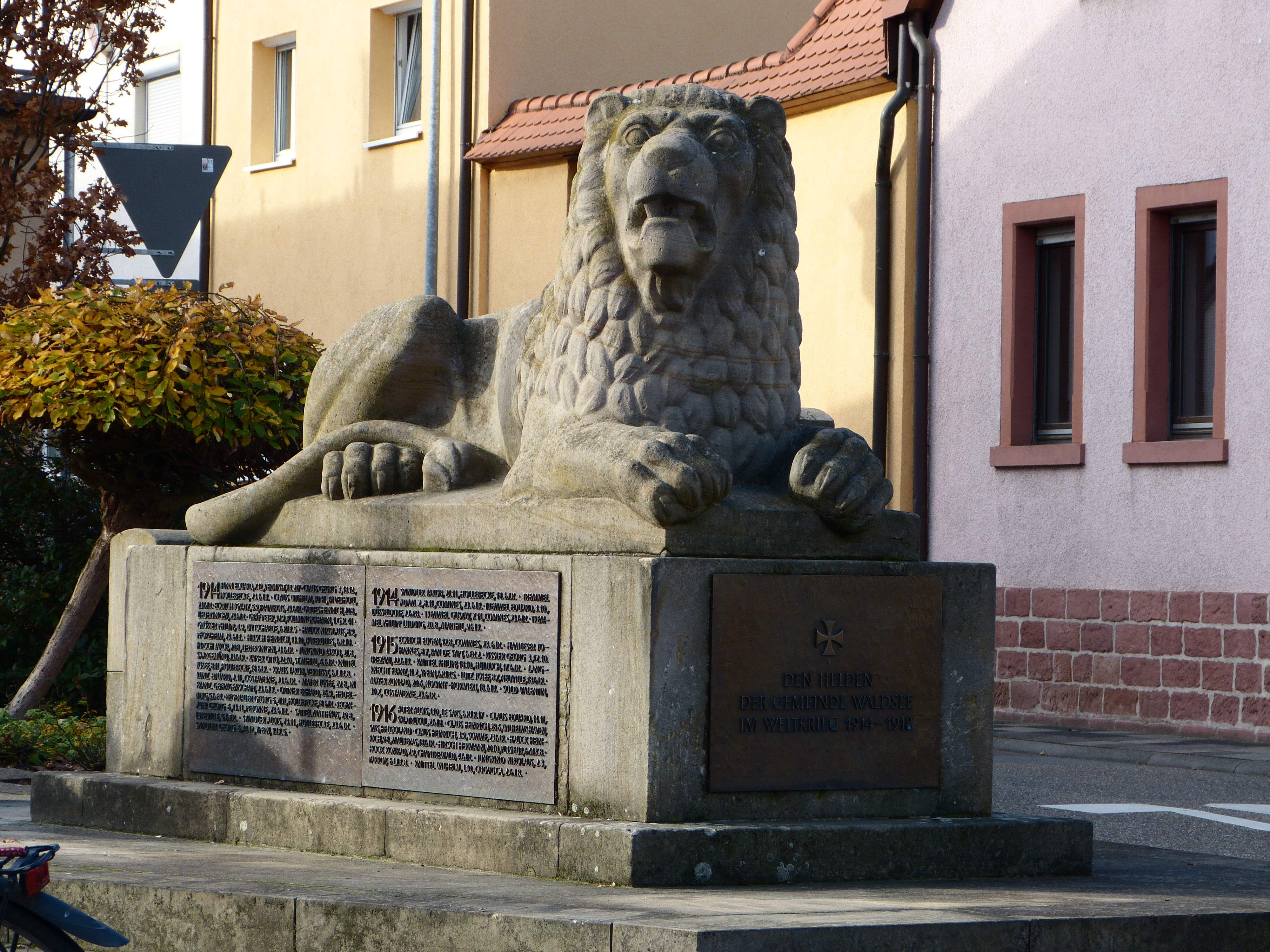
Kriegerdenkmal 1914/18, geschaffen von Ludwig Kern
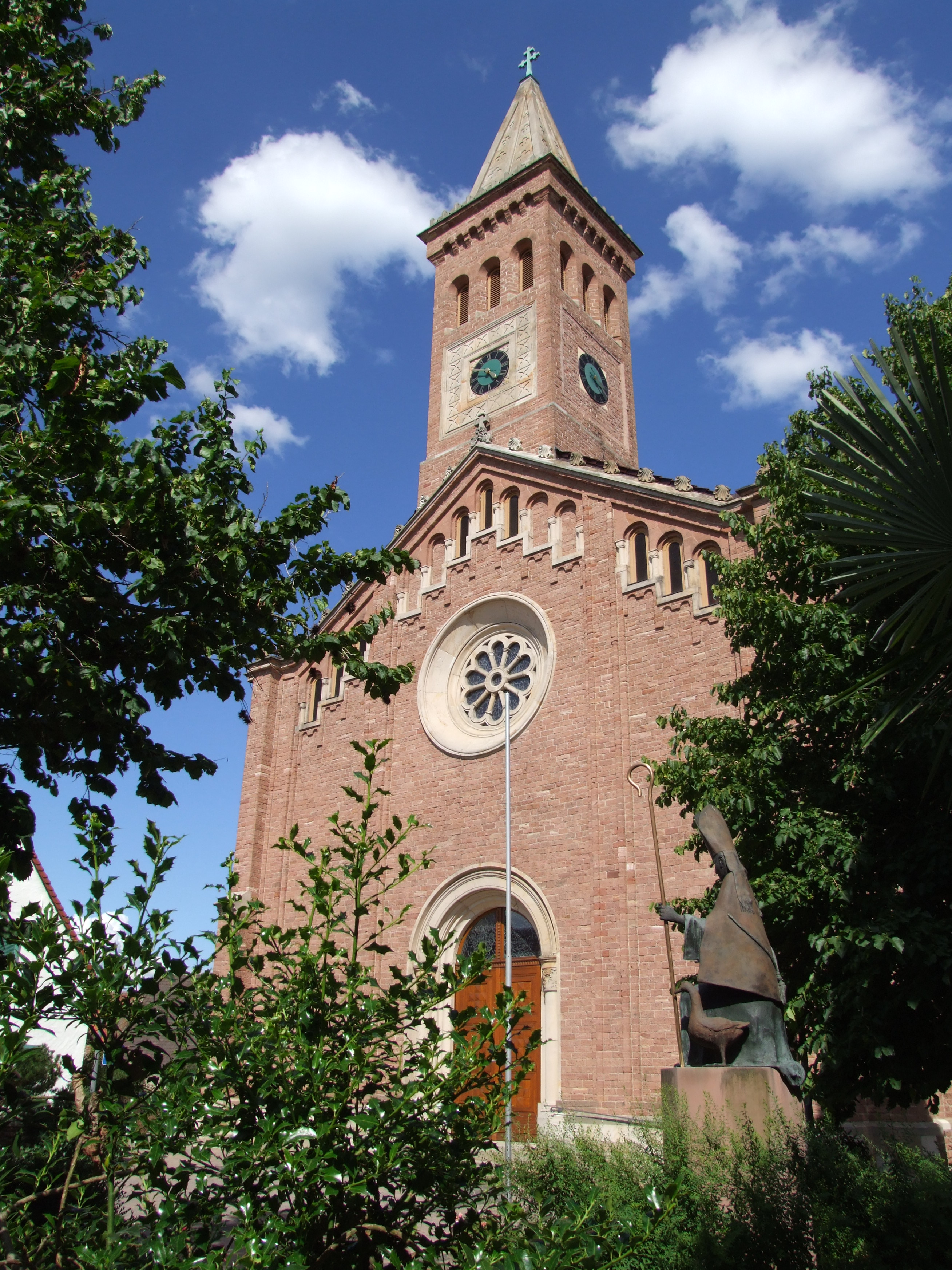
Katholische Kirche St. Martin

Vor Ort befinden sich insgesamt 25 Objekte, die unter Denkmalschutz, stehen darunter das alte Rathaus von 1830, die katholische St.-Martin-Kirche von 1843 und die evangelische Kirche von 1954.

### Natur

Zusammenfluss von Altrhein und Rhein am Rheinkilometer 412

Das östlich von Waldsee gelegene Waldgebiet Im Wörth bietet Möglichkeiten zur Erholung und ist als Naturschutzgebiet ausgewiesen. Am Waldrand in der Nähe der Sommerfesthalle befindet sich ein Waldlehrgelände, direkt angrenzend an einen Waldspielplatz. Zwischen Waldsee und dem Altrhein befindet sich ein ausgedehnter Auenwald. Die Landschaft kann sowohl zu Fuß als auch mit dem Rad erkundet werden. Besonders der Weg entlang des Rhein-Hauptdeiches zieht viele Menschen an, nicht zuletzt auch wegen der vielen Einkehrmöglichkeiten entlang der Strecke zwischen Altrip und Speyer. Im Norden von Waldsee befindet sich der zum Baden geeignete Baggersee „Schlicht“.

### Sport
Das sportliche Angebot in Waldsee wird hauptsächlich geprägt durch Sportvereine. Im Mittelpunkt hierbei stehen die Hauptsportarten Handball (TG Waldsee) und Fußball (ASV Waldsee). Ebenfalls in Waldsee befindet sich ein Tennisverein (TV Waldsee). Jedoch ist das Angebot der einzelnen Sportvereine breit gefächert. Aber auch in anderen Vereinen kommt Sport neben der eigentlichen Vereinstätigkeit nicht zu kurz. So bietet der Karnevalverein UNO Möglichkeiten zum Garde- und Showtanz. Viele Vereine haben Freizeitmannschaften in den unterschiedlichsten Sportarten (u. a. Fußball, Wandern, Kegeln).  Auch ein Verein für Hundefreunde (VdH Waldsee 1975 e. V.) ist hier ansässig.
Sportstätten
- Schulsporthalle
- Rheinauenhalle 1 und 2
- Sportgelände der TG Waldsee
- Sportgelände des ASV Waldsee
- Sportgelände des TV Waldsee
- Vereinsgelände der Hundefreunde

### Veranstaltungen
Viele Veranstaltungen haben einen festen Platz im Veranstaltungskalender der Gemeinde.
- Fasnacht (KV UNO Waldsee und viele Vereine und Gruppen)
- Osterbrunnenfest (Obst- und Gartenbauverein)
- Bierfest (ASV Waldsee)
- Fischerfest (Angelsportverein)
- Kerwe (Gemeinde Waldsee mit wechselnden Ausrichtern)
- Halloween Party (Gesangverein Concordia)
- Weihnachtsmarkt (Gemeinde Waldsee)

Darüber hinaus finden viele Veranstaltungen unterschiedlichster Vereine und Gruppen an wechselnden Terminen statt.
Veranstaltungsorte
- Sommerfesthalle
- Kulturhalle
- kath. Pfarrzentrum
- Protestantisches Gemeindehaus

## Wirtschaft und Infrastruktur

### Unternehmen
Die Kommunale Arbeitsgemeinschaft zur Bekämpfung der Schnakenplage und die European Mosquito Control Association hatten ihren Sitz in Waldsee. Das Hotelgewerbe war mit dem Hotel und Restaurant „Oberst“ vertreten, welches nun als Flüchtlingsunterkunft dient.

### Verkehr

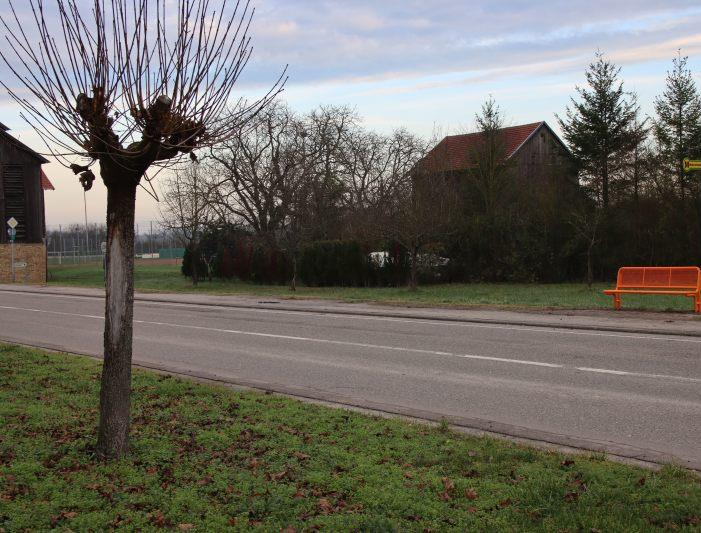
Straße in Richtung Altrip

Waldsee liegt an der Landesstraße 534, von der im Ort die L 533 und am südlichen Ortsende die L 535 abzweigen. Westlich des Ortes verläuft die Bundesstraße 9 in Nord-Süd-Richtung vorbei, die nächstgelegenen Auffahrten sind Schifferstadt-Nord und -Ost.
Durch die Buslinie 572 Ludwigshafen (Rheingönheim, BASF) – Speyer wird Waldsee an den ÖPNV angebunden.

### Behörden
Die Gemeinde gehört zum Zuständigkeitsbereich des Amtsgericht Speyer.

## Persönlichkeiten

### Ehrenbürger
- 14. September 2019: Otto Reiland (* 1950), Kommunalpolitiker, Ortsbürgermeister 1999 bis 2019, für seine Verdienste um die Ortsgemeinde[12][16][13]

### Söhne und Töchter der Gemeinde
- Johannes Zieger (1910–1981), Gründungsmitglied der Speyerer Kameradschaft und Widerstandskämpfer in der Zeit des Nationalsozialismus
- Katharina Adler (1919–2010), Journalistin und Publizistin

### Personen, die vor Ort wirkten
- Jakob Martin (1880–1938), katholischer Priester, wirkte vor Ort als Kaplan
- Ludwig Kern (1902–1942), Bildhauer, schuf das örtliche Kriegerdenkmal
- Stanislaus Peplinski (1909–1945), polnischer Zwangsarbeiter, Mitglied der Speyerer Kameradschaft und Widerstandskämpfer gegen den Nationalsozialismus
- Eike Ullmann (* 1942),  Rechtswissenschaftler, besuchte vor Ort die Grundschule
- Matthias Spindler (1954–2021), Journalist, Historiker und Rundfunkmoderator, wuchs in Waldsee auf
- Dominik Claus (* 1996), Handballspieler, spielte in seiner Jugend für die TG Waldsee